# Shiranui Nagiemon
Shiranui Nagiemon (不知火 諾右エ門 en japonés, nacido en octubre de 1801 como Kinkyu Shinji (近久 信次 en japonés) en Uto, Kumamoto, Japón; y fallecido el 27 de julio de 1854) fue un luchador de sumo japonés. Fue el octavo yokozuna de este deporte. Fue el entrenador de Shiranui Kōemon.

## Primeros años de vida
Se casó temprano, a la edad de 19 años, y tuvo dos hijos. En 1823, se metió en una discusión con el jefe de su aldea. Olvidando su propia fuerza, empujó al jefe de la aldea demasiado fuertemente. La jefa del pueblo cayó al suelo y quedó inconsciente. Sabiendo el problema que esto le causaría, escapó de su ciudad natal, dejando a su familia.

## Carrera profesional en el sumo
Ingresó en el sumo de Osaka e hizo su debut en mayo de 1824. No encontró mucho éxito en el sumo de Osaka y lo transfirió al sumo de Edo en noviembre de 1830. Fue ascendido a ōzeki en marzo de 1839. Ganó solamente un torneo en febrero de 1840 con un resultado de 8 - 0 - 2. No era un luchador particularmente fuerte, pero hacia el final del período Edo, la concesión de una licencia de yokozuna tenía menos que ver con la capacidad y más con la influencia de los patrones. Shiranui era simplemente afortunado de tener patrones poderosos. La fecha real en la que se le otorgó el título es oscura, pero la fecha se reconoce oficialmente como noviembre de 1840. Su nombre no estaba escrito en el banzuke para el próximo torneo en enero de 1841 y estuvo ausente del torneo de noviembre de 1841. Por razones desconocidas fue degradado a sekiwake en febrero de 1842. En ese momento, yokozuna no era un rango, sino un título. Él es el único antiguo yokozuna que ha sido degradado del rango de ōzeki. En la división makuuchi, Shiranui ganó 48 combates y perdió 15 combates, registrando un porcentaje ganador de 76,2.

## Retiro del sumo
Se retiró después del torneo de enero de 1844. Permaneció en el sumo como anciano después de su retiro, y era conocido como Minato oyakata. El nombre del yokozuna dohyō-iri Shiranuiui (la ceremonia de entrada al anillo del yokozuna) no provino de él, sino del undécimo yokozuna Shiranui Kōemon, a quien entrenó.

## Historial
1830
| Año (Honbasho) | Haru Basho (marzo) (ciudad de Tokio) | Fuyu Basho (noviembre) (ciudad de Tokio) | Victorias / Derrotas / Ausencias / Empates / Retenciones / Sin resultados |
| 1830           | —                                    | ¿?                                       | ¿?                                                                        |

1831
| Año (Honbasho) | Haru Basho (febrero) (ciudad de Tokio) | Fuyu Basho (noviembre) (ciudad de Tokio) | Victorias / Derrotas / Ausencias / Empates / Retenciones / Sin resultados |
| 1831           | ¿?                                     | ¿?                                       | ¿?                                                                        |

1832
| Año (Honbasho) | Fuyu Basho (noviembre) (ciudad de Tokio) | Victorias / Derrotas / Ausencias / Empates / Retenciones / Sin resultados |
| 1832           | Jūryō 10 Oeste 7 - 2                     | 7 - 2                                                                     |

1833
| Año (Honbasho) | Haru Basho (febrero) (ciudad de Tokio) | Fuyu Basho (noviembre) (ciudad de Tokio) | Victorias / Derrotas / Ausencias / Empates / Retenciones / Sin resultados |
| 1833           | Jūryō 8 Oeste 7 - 1                    | ¿?                                       | 7 - 1                                                                     |

1834-1835
| Año (Honbasho) | Haru Basho (enero) (ciudad de Tokio) | Fuyu Basho (noviembre) (ciudad de Tokio) | Victorias / Derrotas / Ausencias / Empates / Retenciones / Sin resultados |
| 1834           | ¿?                                   | ¿?                                       | ¿?                                                                        |
| 1835           | Jūryō 6 Oeste 5 - 1 - 1e             | Jūryō 4 Oeste 6 - 3                      | 11 - 4 - 1e                                                               |

1836
| Año (Honbasho) | Haru Basho (febrero) (ciudad de Tokio) | Fuyu Basho (noviembre) (ciudad de Tokio) | Victorias / Derrotas / Ausencias / Empates / Retenciones / Sin resultados |
| 1836           | Jūryō 8 Oeste 1 - 4                    | Jūryō 1 Oeste 7 - 0 - 1e                 | 8 - 4 - 1e                                                                |

1837
| Año (Honbasho) | Haru Basho (enero) (ciudad de Tokio) | Fuyu Basho (octubre) (ciudad de Tokio) | Victorias / Derrotas / Ausencias / Empates / Retenciones / Sin resultados |
| 1837           | Maegashira 4 Oeste 3 - 0 - 7         | Maegashira 3 Oeste 5 - 1 - 3 - 1sr     | 8 - 1 - 10 - 1sr                                                          |

1838
| Año (Honbasho) | Haru Basho (febrero) (ciudad de Tokio) | Fuyu Basho (octubre) (ciudad de Tokio) | Victorias / Derrotas / Ausencias / Empates / Retenciones / Sin resultados |
| 1838           | Maegashira 1 Oeste 2 - 1 - 3           | Maegashira 1 Oeste 7 - 1 - 2           | 9 - 2 - 5                                                                 |

1839
| Año (Honbasho) | Haru Basho (marzo) (ciudad de Tokio) | Fuyu Basho (noviembre) (ciudad de Tokio) | Victorias / Derrotas / Ausencias / Empates / Retenciones / Sin resultados |
| 1839           | Ōzeki 2 Oeste 2 - 4 - 4              | Sekiwake 1 Oeste 6 - 1 - 3               | 8 - 5 - 7                                                                 |

1840
| Año (Honbasho) | Haru Basho (febrero) (ciudad de Tokio) | Fuyu Basho (octubre) (ciudad de Tokio) | Victorias / Derrotas / Ausencias / Empates / Retenciones / Sin resultados |
| 1840           | Ōzeki 1 Oeste 8 - 0 - 2                | Ōzeki 1 Oeste 0 - 0 - 10               | 8 - 0 - 12                                                                |

1841
| Año (Honbasho) | Haru Basho (enero) (ciudad de Tokio) | Fuyu Basho (noviembre) (ciudad de Tokio) | Victorias / Derrotas / Ausencias / Empates / Retenciones / Sin resultados |
| 1841           | ¿?                                   | Ōzeki 1 Oeste 0 - 0 - 8                  | 0 - 0 - 8                                                                 |

1842
| Año (Honbasho) | Haru Basho (febrero) (ciudad de Tokio) | Fuyu Basho (octubre) (ciudad de Tokio) | Victorias / Derrotas / Ausencias / Empates / Retenciones / Sin resultados |
| 1842           | Sekiwake 1 Oeste 6 - 1 - 2 - 1r        | Ōzeki 1 Oeste 4 - 1 - 5                | 10 - 2 - 7 - 1r                                                           |

1843-1844
| Año (Honbasho) | Haru Basho (enero) (ciudad de Tokio) | Fuyu Basho (octubre) (ciudad de Tokio) | Victorias / Derrotas / Ausencias / Empates / Retenciones / Sin resultados |
| 1843           | Ōzeki 1 Oeste 0 - 0 - 10             | Ōzeki 1 Oeste 2 - 4 - 4                | 2 - 4 - 14                                                                |
| 1844           | Ōzeki 1 Oeste 3 - 1 - 2 - 3e - 1r    | —                                      | 3 - 1 - 2 - 3e - 1r                                                       |